# Eitel Cantoni
Eitel Danilo Cantoni (Montevideo, 4 ottobre 1906 – Montevideo, 6 giugno 1997) è stato un pilota automobilistico uruguaiano.
In Formula 1 ha corso tre gare nel 1952 con la Maserati dell'Escuderia Bandeirantes, terminando soltanto il Gran Premio d'Italia, all'undicesimo posto.

## Risultati in Formula 1
| 1952 | Scuderia               | Vettura        |  |  |  |  |     |     |  |    | Punti | Pos. |
| ---- | ---------------------- | -------------- |  |  |  |  | --- | --- |  | -- | ----- | ---- |
| 1952 | Escuderia Bandeirantes | Maserati A6GCM |  |  |  |  | Rit | Rit |  | 11 | 0     |      |

| Legenda | 1º posto     | 2º posto | 3º posto    | A punti         | Senza punti/Non class.  | Grassetto – Pole position Corsivo – Giro più veloce |
| Legenda | Squalificato | Ritirato | Non partito | Non qualificato | Solo prove/Terzo pilota | Grassetto – Pole position Corsivo – Giro più veloce |